# Edgar Rice Burroughs
Edgar Rice Burroughs, född 1 september 1875 i Chicago, Illinois, död 19 mars 1950 i Encino, Kalifornien, var en amerikansk författare som är mest känd för att ha skapat rollfiguren Tarzan.

## Biografi
Edgar Rice Burroughs genomgick militärhögskola och var en tid militär vid ett kavalleriregemente, men arbetade därefter i olika yrken och var cowboy, guldgrävare, polis och kontorsanställd. Sitt genombrott fick han med debutromanen Tarzan of the Apes (1914, första svenska översättning 1921), med tydliga influenser från Rudyard Kipling, vilken följdes av ett flertal Tarzanromaner. Burroughs skrev dock även science fiction, som till exempel berättelserna om den ihåliga jorden i berättelserna om Pellucidar och bokserien om John Carter på Mars.

## Utmärkelser
Nedslagskratern Burroughs på planeten Mars är uppkallad efter honom.

### Tarzanserien

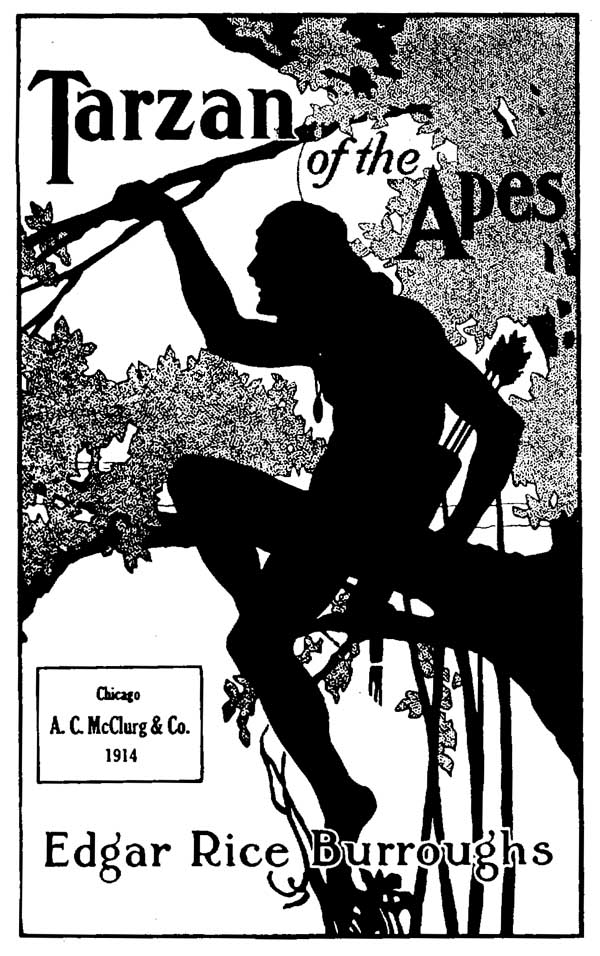
Första kanadensiska upplagan, från 1914, av den första boken om Tarzan, Tarzan, apornas son (1912).